# Fokker D.XIII
Fokker D.XIII là một loại máy bay tiêm kích chế tạo ở Hà Lan vào giữa thập niên 1920.

## Quốc gia sử dụng
Đức
- Lục quân Đức
  - Wissenschaftliche Versuchs- und Prüfanstalt für Luftfahrzeuge, Lipetsk

 Liên Xô
- Không quân Liên Xô

## Tính năng kỹ chiến thuật
Đặc điểm tổng quát
- Kíp lái: 1
- Chiều dài: 7.90 m (25 ft 11 in)
- Sải cánh: 11.00 m (36 ft 1 in)
- Chiều cao: 2.90 m (9 ft 6 in)
- Diện tích cánh: 21.5 m2 (231 ft2)
- Trọng lượng rỗng: 1.220 kg (2.690 lb)
- Trọng lượng có tải: 1.650 kg (3.640 lb)
- Powerplant: 1 × Napier Lion XI, 425 kW (570 hp)

Hiệu suất bay
- Vận tốc cực đại: 270 km/h (170 mph)
- Tầm bay: 600 km (380 dặm)
- Trần bay: 8.000 m (26.250 ft)
- Vận tốc lên cao: 9,8 m/s (1.930 ft/phút)

Vũ khí trang bị
- 2 × súng máy 7,92 mm (.312 in) súng máy LMG 08/15 "Spandau"